# Ramón Flores
Pour les articles homonymes, voir Flores.
Ramón Flores (né le 26 mars 1992 à Barinas, État de Barinas, Venezuela) est un voltigeur de la Ligue majeure de baseball.

## Carrière

### Yankees de New York
Ramón Flores signe son premier contrat professionnel pour 775 000 dollars US avec les Yankees de New York en juillet 2008. Employé parfois comme joueur de premier but, mais surtout comme voltigeur de gauche, Flores débute en 2009 dans les ligues mineures et gradue en 2014 au niveau Triple-A. En 2015, il réussit un cycle lors du match d'ouverture des RailRiders de Scranton/Wilkes-Barre, le club-école Triple-A des Yankees.
Il fait ses débuts dans le baseball majeur avec les Yankees de New York le 30 mai 2015. Il réussit son premier coup sûr au plus haut niveau dès le lendemain, contre le lanceur Jesse Chavez des Athletics d'Oakland. Il récolte 7 coups sûrs en 12 matchs des Yankees. Le 30 juillet 2015, les Yankees échangent Ramón Flores et le lanceur droitier José Ramírez aux Mariners de Seattle contre le voltigeur Dustin Ackley. Flores est assigné aux ligues mineures et ne joue aucun match pour Seattle.

### Brewers de Milwaukee
Le 20 novembre 2015, Seattle échange Flores aux Brewers de Milwaukee contre Luis Sardiñas, un joueur de champ intérieur.